# Distrito de Mirebalais
El distrito de Mirebalais (en francés arrondissement de Mirebalais; y en criollo haitiano: awondisman Mibalè) es una división administrativa haitiana, que está situada en el departamento de Centro. Aproximadamente 60 km al noreste de Puerto Príncipe en la Ruta Nacional 3. La ciudad fue establecida en 1702.

## División territorial
Está formado por el reagrupamiento de tres comunas:
- Boucan-Carré
- Mirebalais
- Saut-d'Eau